# Grebo (Sprache)
Grebo ist eine Krusprache und ist eine der Sprachen Liberias.
Die verschiedenen Grebo-Sprachen sind Südgrebo, Zentralgrebo, Nordgrebo, Gboloo-Grebo und Barclayville-Grebo. Alle Grebo-Dialekte sind als Grebo bekannt, wobei in der Elfenbeinküste für gewöhnlich der Begriff Krumen verwendet wird.
Die Zahl der Sprecher ist im Rückgang begriffen, da immer mehr Sprecher zum Englischen in Liberia beziehungsweise zum Französischen in der Elfenbeinküste wechseln.